# Geissorhiza inconspicua
Geissorhiza inconspicua ist eine Pflanzenart aus der  Familie der Schwertliliengewächse (Iridaceae).  

## Beschreibung
Es handelt sich um 10 bis 18 (selten 30) Zentimeter hohe, ausdauernde, krautige Pflanzen. Die Knolle ist rundlich, asymmetrisch abgeflacht, hat einen Durchmesser von 5 bis 8 Millimeter und ist mehrlagig vollständig konzentrisch aufgebaut. Sie ist braun, ihre äußeren Lagen werden gelegentlich papieren und weich und zerfallen in Stücke.
Das Niederblatt ist häutig, blass und kann fehlen. Die drei bis fünf meist aufrechten Blätter sind 2,5 bis 6 Millimeter breit, schwertförmig bis linealisch und ein bis zwei Drittel so lang wie die Stängel. Die untersten zwei bis drei Blätter sind bodenständig, die oberen sind kleiner und setzen am Stängel an, die obersten ähneln Tragblättern.  
Der Stängel ist aufrecht, meist zwei- bis fünffach verzweigt. Der Blütenstand ist eine drei- bis siebenblütige Ähre, die Tragblätter sind 6 bis 8 Millimeter lang, werden am oberen Teil häutig und am Rand üblicherweise rötlich. Die sechszähligen Blüten sind sternförmig, blau bis violett oder weiß bis cremefarben, dann rosa auf der Rückseite der Blütenhüllblätter des äußeren Blütenblattkreises. Die Blütenröhre ist 4 bis 5 (selten 6) Millimeter lang, zylindrisch und reicht fast bis an die Spitze der Tragblätter, die Blütenhüllblätter sind 8 bis 11 (selten 15) Millimeter lang, 5 bis 6 Millimeter breit und umgekehrt eiförmig. Die Staubblätter sind 4 bis 6 (selten 8) Millimeter lang, die Staubbeutel 3 bis 4 Millimeter lang, der Pollen gelb. Der Fruchtknoten ist 2 bis 3 Millimeter lang, der Griffel teilt sich auf Höhe der Spitze der Staubbeutel, die einzelnen Verzweigungen sind 2 Millimeter lang und zurückgebogen.
Die Kapsel ist umgekehrt-eiförmig und erreicht eine Länge von 5 bis 7 Millimeter. Die Chromosomenzahl beträgt 2n=26.
Blütezeit ist Oktober bis November, je nach Lage auch von September bis Februar.

## Verbreitung
Geissorhiza inconspicua findet sich in Südafrika vom Langeberg bei Swellendam bis nach Port Elizabeth, häufig in gebirgiger Lage.

## Systematik
Geissorhiza inconspicua gehört zur Sektion Weihea in der Untergattung Weihea.

## Nachweise
- Peter Goldblatt: Systematics of the Southern African Genus Geissorhiza (Iridaceae-Ixioideae). In: Annals of the Missouri Botanical Garden. Vol. 72, No. 2, 1985, pp. 277–447